# Mourad Merzouki
Mourad Merzouki est un danseur et chorégraphe français de danse hip-hop et de danse contemporaine, né le 6 octobre 1973 à Saint-Priest (Rhône).
Il a été directeur du Centre chorégraphique national de Créteil et du Val-de-Marne et dirige également le Centre chorégraphique Pôle Pik qu'il a créé en 2009.
Il dirige sa compagnie de danse Käfig qu'il a créé en 1996. Il figure dans le Who’s Who.

## Biographie
Originaire de la commune de Saint-Priest, Mourad Merzouki commence par étudier à l'école de cirque et par pratiquer les arts martiaux avant de s'intéresser au hip-hop à la fin des années 1980. Il réalise alors des stages de danse, notamment auprès de Maryse Delente, Jean-François Duroure, et Josef Nadj, crée avec ses complices Kader Attou, Éric Mezzino et Chaouki Saïd la troupe Accrorap en 1989. Puis il fonde en 1996 sa propre compagnie intitulée Käfig, signifiant « la cage » en arabe et en allemand, afin de développer son propre univers artistique avec plus de 2 millions de spectateurs lors de 4000 représentations en France et 65 pays dans le monde à ce jours.
Il collabore en 1997 avec Josette Baïz, une ancienne danseuse de chez Jean-Claude Gallotta, pour développer son langage contemporain. En 2002, lors du New Europe '99 Festival organisé à New York il collabore dans le cadre de sa compagnie Käfig avec la danseuse Bintou Dembélé lors d'un atelier intitulé « Dance Theater Workshop » tenu dans le Joyce Theater à Manhattan. En 2003, il collabore avec Kader Attou à la création de Mekech Mouchkin - Y'a pas de problème dans le cadre de l'année de l'Algérie en France.
En 2006, il reçoit le prix SACD du nouveau talent chorégraphique. À partir de 2006, la compagnie Käfig est en résidence à l'Espace Albert-Camus de Bron et Mourad Merzouki fonde dans la même ville en 2009 un nouveau lieu de créations et de développement : le Pôle Pik. Le 1er septembre 2009, il prend la direction du Centre chorégraphique national de Créteil–Val-de-Marne devenant le deuxième chorégraphe issu du hip-hop (avec Kader Attou) à la tête d'un CCN en France, en succession de Dominique Hervieu et José Montalvo.
À partir de 2023, il collabore avec l'entraineuse Julie Fabre de l'équipe de France de natation artistique pour la chorégraphie du ballet libre lors des Jeux Olympiques 2024. Il propose une approche différente des standards de la discipline sportive en déclarant vouloir « casser ce côté lisse pour aller chercher un peu de rage, un peu d'engagement plus viscéral » en choisissant le titre Mesdames de Grand Corps Malade. Pendant 4 jours durant les Jeux Olympiques 2024 au Parc des Champions au Trocadéro devant la Tour Eiffel, sa compagnie Käfig avec 30 danseurs et artistes de rue participe à quatre jours de représentations de Trokad’héros devant 55 000 spectateurs.
Il est directeur artistique des festivals Karavel, Kalypso et Les Trans’Urbaines.

## Principales chorégraphies
- 1994 : Athina, œuvre majeure de la compagnie Accrorap
- 1996 : Käfig, ballet fondateur de la compagnie homonyme
- 1997 : Rendez-vous en collaboration avec Josette Baïz
- 1998 : Récital
- 1999 : Pas à Pas
- 2000 : Le Cabaret urbain
- 2001 : Dix Versions
- 2002 : Le Chêne et le Roseau
- 2003 : Mekech Mouchkin - Y'a pas de problème en collaboration avec Kader Attou
- 2003 : Corps est graphique
- 2004 : Mise en scène de La Cuisine d'Arnold Wesker en collaboration avec Claudia Stavisky
- 2006 : Terrain vague
- 2008 : Tricôté
- 2008 : Agwa[10]
- 2009 : iD (cocréé avec le Cirque Éloize — Jeannot Painchaud)[11]
- 2009 : Des chaussées (pour le Junior Ballet du CNSMDP)[12]
- 2010 : Correria
- 2010 : Boxe boxe en collaboration avec le Quatuor Debussy
- 2012 : Yo Gee Ti
- 2012 : Käfig Brasil
- 2014 : Pixel[13], co-signé avec Adrien Mondot & Claire Bardainne
- 2016 : Cartes Blanches
- 2017 : Boxe boxe Brasil[14]
- 2018 : Danser Casa (avec Kader Attou)
- 2018 : Folia[15],[16],[17]
- 2018 : Vertikal[18],[19]
- 2021 : Zéphyr[20]
- 2021 : Blanche 2021 avec Sandrina Martins[1]
- 2024 : Trokad’héros[8]
- 2024 : Beauséjour[21],

## Prix et distinctions
- 2004 : Prix du meilleur jeune chorégraphe au Festival international de danse de Wolfsburg
- 2006 : Prix SACD
- 2006 : Trophée des « Lumières de la culture » - catégorie danse
- 2013 : Médaille d'honneur de la ville de Lyon[22]
- 2012 : Chevalier dans l’Ordre national de la Légion d’honneur[23]
- 2014 : Auteur du message de la 32e Journée internationale de la Danse sous l’égide de l’UNESCO[24]
- 2019 : Entrée dans le Petit Larousse Illustré en 2019[1]
- 2020 : Médaille de la Ville de Créteil[1]
- 2020 : Commandeur dans l'Ordre des arts et des lettres[25] (officier en 2012[26])